# Claude Piel
Pour les articles homonymes, voir Piel.
Claude Piel (Paris, 15 janvier 1921 - Tulle, 19 août 1982) est un concepteur et constructeur amateur d'avions légers français.
Sa première réalisation est le CP10 (1944), un avion de formule Mignet.

En 1954 il sort le CP30 Émeraude, un petit biplace côte-à-côte à ailes basses et train classique aux qualités de vol remarquables. Il sera à l'origine de toute une lignée d'avions avec des motorisations différentes et des changements mineurs mais gardant les mêmes qualités en vol.
Le CP320 servira de base à la conception du fameux biplace-école de voltige, le Cap 10, par Auguste Mudry dans les années 1960.
Parmi les réalisations de Claude Piel on peut citer :

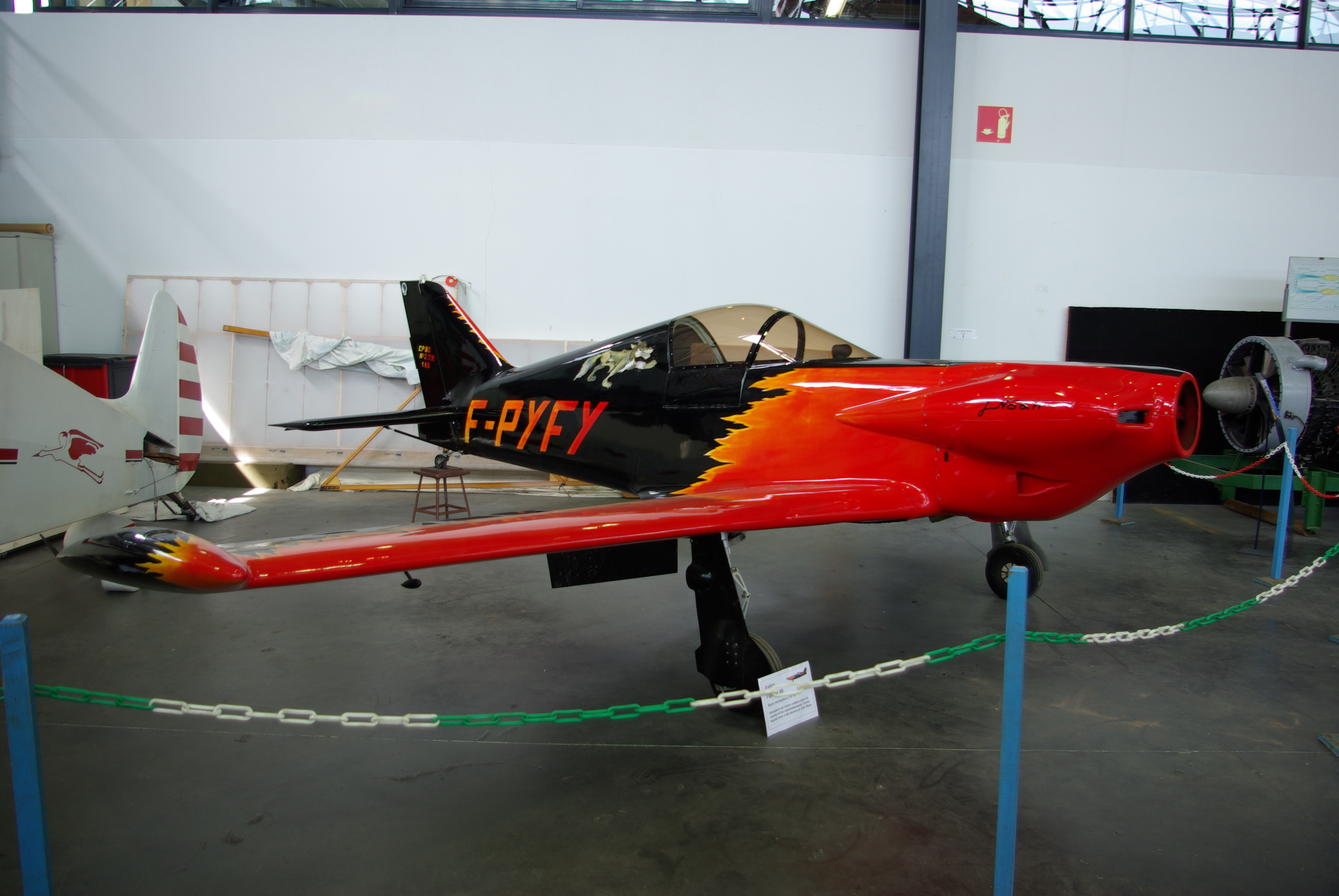
Piel CP80 au musée régional de l'air d'Angers-Marcé.

- le CP60 Diamant  sur la base du CP30, permettant 3 places
- le CP40 Donald
- le CP80 répondant aux exigences des racers
- le CP605 Super-Diamant, version quadriplace, motorisation de 150 ch
- le CP750 Béryl, pour la voltige
- le CP1320 Saphir successeur du CP30, de conception plus moderne
- le CP150 Onyx formule ULM

Un certain nombre d'Émeraude seront même construits de manière industrielle.